# Đurđica Čilić Škeljo
Đurđica Čilić Škeljo (ur. 1975 w Livnie) – pisarka, polonistka, profesor literatury polskiej, tłumaczka.

## Życie zawodowe
W 1994 rozpoczęła studia polonistyczne i kroatystyczne na Wydziale Filologicznym Uniwersytetu w Zagrzebiu. W 1999 obroniła pracę licencjacką ze współczesnej literatury polskiej. W tym samym roku rozpoczęła tamże studia podyplomowe z nauki o literaturze. W 2005 obroniła pracę magisterską pt. Uloga povijesti u poeziji Zbigniewa Herberta (pol. Rola historii w poezji Zbigniewa Herberta), a w 2010 obroniła pracę doktorską pt. Oblikovanje autora u poeziji Czesława Miłosza i Tadeusza Różewicza (pol. Konstrukcja autorska w poezji Czesława Miłosza i Tadeusza Różewicza). Od 2000 związana zawodowo z macierzystym wydziałem. Od roku akademickiego 2017/2018 jest kierowniczką Katedry Języków i Literatur Zachodniosłowiańskich na Uniwersytecie w Zagrzebiu.
Była członkiem komitetów organizacyjnych konferencji naukowych: Dani Zdravka Malića (pl. Dni Zdravka Malića) w 2007 oraz Czesław Miłosz – pjesnik između Istoka i Zapada, umjetnosti i ideologie (pl. Czesław Miłosz – poeta między Wschodem a Zachodem, sztuką i ideologią) w 2011.
Tłumaczy i popularyzuje współczesną polską poezję.

## Nauka
W 2009 wraz z Jolantą Sychowską-Kavedžiją opublikowała wybór dzieł Zbigniewa Herberta w książce Potęga smaku (hr. Moć ukusa). Z Daliborem Blažiną wydała w 2013 zbiór dokumentów Stulecie Czesława Miłosza. W latach 2007–2011 była współpracowniczką w projekcie Kanony i stereotypy. Literatura zachodniowsłowiańska z perspektywy chorwackiej (hr. Kanoni i stereotipi. Zapadnoslavenske književnosti iz hrvatske perspektive), który koordynowała Katica Ivanković. Đ. Čilić Škeljo była współorganizatorką Trzecich Dni Malicia (hr. Treće Malićeve Dani) i współredaktorką dwóch numerów czasopisma Književna smotra (numery 167 i 178, 2015 r.).
Pisze artykuły naukowe z zakresu literatury polskiej XX wieku, recenzje literackie oraz tłumaczy z języka polskiego.

## Wybrane publikacje
- Đ. Čilić Škeljo: Olga Tokarczuk: Otok, „Quorum”, nr 2–3, 2007, s. 171–200.
- Đ. Čilić Škeljo: Pjesme Zbigniewa Herberta, „Književna smotra”, 2009, nr 154 (4), s. 75–78.
- Đ. Čilić Škeljo: Pjesme Z. Herberta i esej Spinozin krevet, w: Z. Herbert: Moć ukusa, red. Đ. Čilić Škeljo, J. Sychowska Kavedžija, Disput, Zagreb: Disput, 2009.
- Đ. Čilić Škeljo: Adam Zagajewski, Nevidljiva ruka, Zagreb: Meandarmedia, 2013. (pl. Niewidzialna ręka) ISBN 978-953-334-037-1.

## Wybrane tłumaczenia
- Đ. Čilić Škeljo, M. Maks: Przekłady polsko-chorwackie, „Przekłady Literatur Słowiańskich”, red. B. Tokarz, Katowice: Wydawnictwo Uniwersytetu Śląskiego, 2012, s. 148–207. ISSN 0208-6336.
- Đ. Čilić Škeljo, I. Vidović Bolt: Literatura polska w chorwackich przekładach od 1990 r. do 2007, „Przekłady Literatur Słowiańskich”, t. 1, red. B. Tokarz, Katowice: Wydawnictwo Uniwersytetu Śląskiego, 2009, s. 102–112. ISSN 1899-9417.
- Đ. Čilić Škeljo, F. Kozina: Literatura polska w Chorwacji: inicjatywy instytucjonalne, wydawnicze i prywatne, w: Literatura polska w świecie, t. III: Obecności, red. R. Cudak, Katowice: Uniwersytet Śląski, Wydawnictwo Gnome, 2010, s. 189–205. ISBN 978-83-87819-60-6.
- Đ. Čilić Škeljo, I. Vidović Bolt: Językowe i stylistyczne pułapki w prozie Andrzeja Stasiuka, „Rocznik Przekładoznawczy. Studia nad teorią, praktyką i dydaktyką przekładu” 2009, nr 5, s. 191–200.